# Liste der Brücken über die Ilfis
Die Liste der Brücken über die Ilfis enthält die Ilfis-Brücken von der Quelle bei Escholzmatt-Marbach bis zur Mündung in die Emme bei Emmenmatt.

## Brückenliste
32 Übergänge überqueren den Fluss: 17 Strassenbrücken, sieben Feldwegbrücken, sechs Fussgängerbrücken und zwei Furts.
| Bild | Name                                        | Ort                             | Lage | Funktion                                                                                 | Konstruktion             | Material    | Länge in m | Höhe m ü. M. | Bemerkungen |
| ---- | ------------------------------------------- | ------------------------------- | ---- | ---------------------------------------------------------------------------------------- | ------------------------ | ----------- | ---------- | ------------ | --- |
|      | Furt bei Tann                               | Marbach – Wiggen                |      | Fussgängerübergang                                                                       | Furt                     | Erdboden    | 4          | 1459         | Bergwanderweg |
|      | Müserli-Brücke                              | Marbach – Wiggen                |      | Feldwegbrücke                                                                            | Balkenbrücke             | Beton       | 5          | 1240         | Fahrverbot für Motorwagen, Motorräder und Motorfahrräder |
|      | Furt bei Müserli                            | Marbach – Wiggen                |      | Feldwegübergang                                                                          | Furt                     | Erdboden    | 4          | 1215         | Fahrverbot für Motorwagen, Motorräder und Motorfahrräder |
|      | Brücke bei Müserli                          | Marbach – Wiggen                |      | Feldwegbrücke                                                                            | Balkenbrücke             | Stahl       | 24         | 1210         | Fahrverbot für Motorwagen, Motorräder und Motorfahrräder Nordöstlich befindet sich das national geschützte Flachmoorgebiet Müseren. |
|      | Hölzli-Brücke                               | Marbach – Wiggen                |      | Feldwegbrücke                                                                            | Balkenbrücke             | Beton       | 19         | 1068         | Fahrverbot für Motorwagen, Motorräder und Motorfahrräder |
|      | Waldstrasse-Brücke (über den Hilferebach)   | Marbach – Wiggen                |      | Feldwegbrücke                                                                            | Balkenbrücke             | Stahl Holz  | 24         | 994          | Fahrverbot für Motorwagen, Motorräder und Motorfahrräder Mountainbike-Route 820 Marbacher Panoramarunde (Marbach–Marbach) Wanderweg Hilferehüttli–Hürndli |
|      | Niederluegen-Brücke (über den Hilferebach)  | Marbach – Wiggen                |      | Strassenbrücke (einspurig)                                                               | Balkenbrücke             | Beton       | 21         | 832          | Mountainbike-Route 820 Marbacher Panoramarunde (Marbach–Marbach) Wanderweg |
|      | Siehenstrasse-Brücke (über den Hilferebach) | Marbach                         |      | Strassenbrücke (zweispurig) mit Trottoir 229.4                                           | Balkenbrücke             | Beton       | 28         | 819          | Höchstgeschwindigkeit 80 km/h PostAuto-Buslinie 251 (Kemmeriboden–Escholzmatt) Veloland-Route 4 Alpenpanorama-Route (Etappe 9 Variante Sörenberg–Escholzmatt–Schangnau) |
|      | Wittenmoosbrücke                            | Marbach – Wiggen                |      | Strassenbrücke (einspurig)                                                               | Balkenbrücke             | Beton       | 18         | 810          | Höchstgewicht 8 t Höchstbreite 2 m Hinweistafel Eingeschränkter Winterdienst Langlaufen-Route 323 Marbach-Escholzmatt-Loipe |
|      | Wittenmoosmühle-Brücke                      | Marbach – Wiggen                |      | Strassenbrücke (einspurig)                                                               | Balkenbrücke             | Beton       | 18         | 800          | Hinweistafel Eingeschränkter Winterdienst Langlaufen-Route 323 Marbach-Escholzmatt-Loipe |
|      | Schartenmattbrücke                          | Marbach – Wiggen                |      | Strassenbrücke (zweispurig)                                                              | Balkenbrücke             | Beton Holz  | 20         | 785          | Die Brücke wurde 2002 erstellt. Wanderweg |
|      | Brücke bei Unterwiggen                      | Marbach – Wiggen                |      | Feldwegbrücke                                                                            | Fachwerkbrücke           | Stahl       | 23         | 777          | Verbot für Tiere (Pferd) Höchstgewicht 8 t Wanderweg |
|      | Längmattenbrücke                            | Marbach – Wiggen                |      | Strassenbrücke (zweispurig) mit separaten Trottoirs und Rohrleitungen an der Brückenwand | Bogenbrücke Balkenbrücke | Stahl Beton | 25         | 773          | Die Brücke wurde 1933 erstellt. Sie wurde 2022 saniert. Das Bauwerk wird durch eine neue Brücke weiter flussabwärts ersetzt. Höchstgeschwindigkeit 80 km/h Busland-Buslinie 287 (Trubschachen–Dürrenbach–Kröschenbrunnen–Wiggen) Veloland-Route 24 Emmental–Entlebuch (Etappe 2 Burgdorf–Escholzmatt) Wanderweg |
|      | Wissebachbrücke                             | Marbach – Wiggen                |      | Feldwegbrücke mit Metalltor                                                              | Balkenbrücke             | Beton       | 24         | 770          | |
|      | Ennetilfis-Brücke                           | Trub – Wiggen                   |      | Strassenbrücke (zweispurig)                                                              | Balkenbrücke             | Beton       | 20         | 758          | Höchstgeschwindigkeit 60 km/h Wanderweg Interkantonale Brücke (Kantonsgrenze Bern – Luzern) |
|      | Ilfisbrücke Kröschenbrunnen                 | Trub – Wiggen                   |      | Strassenbrücke (zweispurig) mit Velostreifenmarkierung und Trottoir                      | Balkenbrücke             | Beton       | 70         | 752          | Brücke wurde 2023 verstärkt. Höchstgeschwindigkeit 60 km/h Busland-Buslinie 287 (Trubschachen–Dürrenbach–Kröschenbrunnen–Wiggen) Veloland-Route 24 Emmental–Entlebuch (Etappe 2 Burgdorf–Escholzmatt) Wanderweg Interkantonale Brücke (Kantonsgrenze Bern – Luzern) |
|      | Steinbachboden-Brücke                       | Trubschachen                    |      | Feldwegbrücke                                                                            | Balkenbrücke             | Beton       | 28         | 739          | Fahrverbot für Motorwagen, Motorräder und Motorfahrräder: Landwirtschaftliche Fahrten gestattet Höchstgewicht 1 t Wanderweg |
|      | Steinbachbrücke                             | Trubschachen                    |      | Strassenbrücke mit Trottoirs                                                             | Gedeckte Brücke          | Holz        | 24         | 738          | Die Brücke wurde 1891 erstellt. Nach der Sanierung 2015 ist die neue Fahrbahn selbsttragend. Die seitlichen Fachwerke dienen nur noch als Träger des Daches und prägen das visuelle Bild der Brücke. Holzbrücken-Weg Emmental |
|      | Brücke bei Matte                            | Trubschachen                    |      | Fussgängerbrücke                                                                         | Balkenbrücke             | Beton       | 15         | 730          | Privater Übergang mit abschliessbaren Metalltoren. Die Brücke befindet sich in der Nähe der Kambly-Biskuitfabrik. |
|      | Untere Säge-Steg                            | Trubschachen                    |      | Fussgängerbrücke                                                                         | Fachwerkbrücke           | Stahl       | 30         | 727          | Die Brücke wurde 1996 erstellt. Hinweistafel Max. 5 Personen gleichzeitig auf dem Steg! Wanderland-Route 65 Grenzpfad Napfbergland (Etappe 4 Trubschachen–Marbach) |
|      | Krümpelbrücke                               | Trubschachen                    |      | Fussgänger- und Velobrücke, kann im Notfall auch von kleinen Fahrzeugen überquert werden | Gedeckte Brücke          | Holz        | 26         | 726          | Die Brücke wurde 1986 erstellt. Fahrverbot für Motorwagen, Motorräder und Motorfahrräder Veloland-Route 24 Emmental–Entlebuch (Etappe 2 Burgdorf–Escholzmatt), Route 399 Herzschlaufe Napf (Etappe 2 Langnau–Entlebuch) und Route 777 Erlebnis Tour (Langnau–Langnau) Holzbrücken-Weg Emmental |
|      | Ortbachbrücke                               | Trubschachen                    |      | Strassenbrücke (zweispurig) mit Trottoirs                                                | Balkenbrücke             | Beton       | 30         | 724          | Höchstgeschwindigkeit 30 km/h Wanderweg |
|      | Süesshüslisteg (Ilfissteg)                  | Trubschachen                    |      | Fussgänger- und Velobrücke                                                               | Bogenbrücke              | Holz Stahl  | 33         | 720          | Die Gelenkbogenbrücke wurde 1996 erstellt. Metallschranken dienen als Durchfahrtssperre. Holzbrücken-Weg Emmental |
|      | Teufenbachsteg                              | Trubschachen – Bärau            |      | Fussgängerbrücke                                                                         | Balkenbrücke             | Beton       | 30         | 710          | |
|      | Ramserenbrücke                              | Bärau                           |      | Strassenbrücke (einspurig)                                                               | Gedeckte Brücke          | Holz        | 29         | 710          | Die schützenswerte Brücke wurde 1793 erstellt. Sie wurde 1938 und 1984 erneuert und 2017 saniert. Das Bauwerk ist die älteste pfeilerlose Holzbrücke im Emmental. Höchstgeschwindigkeit 10 km/h, Höchstgewicht 4 t, Höchsthöhe 3 m Holzbrücken-Weg Emmental |
|      | Flüeacherbrücke                             | Bärau                           |      | Strassenbrücke (zweispurig)                                                              | Balkenbrücke             | Beton       | 30         | 698          | Höchstgeschwindigkeit 50 km/h Wanderweg |
|      | Gedeckte Moosbrücke                         | Langnau im Emmental             |      | Strassenbrücke (ehemalig), dient am heutigen Standort Fussgängern und Velofahrern        | Gedeckte Brücke          | Holz        | 20         | 685          | Die schützenswerte Brücke wurde 1797 erstellt. 1974 wurde die Brücke um 500 Meter flussaufwärts versetzt und instand gesetzt. Holzbrücken-Weg Emmental Die hydrometrische Messstation Ilfis – Langnau (2603) vom Bundesamt für Umwelt (BAFU) befindet sich 110 m flussabwärts auf der rechten Flussseite. |
|      | Moosbrücke                                  | Langnau im Emmental             |      | Strassenbrücke (zweispurig) mit Trottoir                                                 | Balkenbrücke             | Beton       | 30         | 684          | Die Brücke wurde 1962 erstellt. Veloland-Route 24 Emmental–Entlebuch (Etappe 2 Burgdorf–Escholzmatt), Route 399 Herzschlaufe Napf (Etappe 2 Langnau–Entlebuch), Route 499 Herzschlaufe Langnau (Langnau–Eggiwil–Langnau) und Route 777 Erlebnis Tour (Langnau–Langnau) Wanderweg |
|      | Bernstrasse-Brücke                          | Langnau im Emmental             |      | Strassenbrücke (zweispurig) mit Velostreifenmarkierungen und Trottoirs                   | Bogenbrücke              | Beton       | 50         | 670          | Höchstgeschwindigkeit 50 km/h Busland-Buslinie 271 (Langnau i. E.–Röthenbach i. E.) Mountainbike-Route 77 Napf Bike (Etappe 1 Bern–Langnau) Veloland-Route 24 Emmental–Entlebuch (Etappe 2 Burgdorf–Escholzmatt), Route 399 Herzschlaufe Napf (Etappe 2 Langnau–Entlebuch), Route 499 Herzschlaufe Langnau (Langnau–Eggiwil–Langnau) und Route 777 Erlebnis Tour (Langnau–Langnau) Wanderland-Route 2 Trans Swiss Trail Etappe 12 (Lützelflüh–Langnau) und Etappe 13 (Langnau–Eggiwil) |
|      | Ilfissteg                                   | Langnau im Emmental             |      | Fussgängerbrücke                                                                         | Hängebrücke              | Stahl       | 42         | 660          | Die Brücke wurde 2002 erstellt. Allgemeines Fahrverbot Verbot für Tiere (Pferd) Hinweistafel Aufschaukeln verboten |
|      | ARA-Brücke                                  | Langnau im Emmental             |      | Strassenbrücke (einspurig) mit abgetrenntem Trottoir                                     | Balkenbrücke             | Stahl       | 27         | 650          | Die Brücke wurde 2020/21 erstellt. Die Stahlbrücke verfügt über einen Hubmechanismus. Sie ersetzte eine Betonbrücke. Brücke hebt sich bei Hochwasser mit akustischem Signal automatisch Höchstgeschwindigkeit 30 km/h |
|      | Obermattbrücke                              | Langnau im Emmental – Emmenmatt |      | Strassenbrücke (zweispurig) mit abgetrenntem Trottoir 1441                               | Balkenbrücke             | Holz        | 32         | 644          | Die Brücke wurde 2007 erstellt. Das Bauwerk wurde mit einem hydraulischen Hebesystem ausgerüstet. Der Übergang ersetzte eine gedeckte Holzbrücke von 1903. Höchstgeschwindigkeit 30 km/h Wanderland-Route 2 Trans Swiss Trail (Etappe 12 Lützelflüh–Langnau) und Route 3 Alpenpanorama-Weg (Etappe 15 Lüderenalp–Moosegg) Holzbrücken-Weg Emmental |